# A años luz
A años luz (en francés: Les Années lumière) es una película de 1981 dirigida por Alain Tanner. Cuenta la historia de un joven que conoce a un anciano que dice que los pájaros le enseñaron a volar y que está construyendo una máquina voladora. Está basada en una novela de Daniel Odier.
Aunque fue filmada en inglés y rodada en Irlanda, fue realizada por un director suizo y producida por compañías de Francia y Suiza. La película ganó el Gran Premio del Jurado en el Festival Internacional de Cine de Cannes de 1981.

## Elenco
- Trevor Howard como Yoshka Poliakeff
- Mick Ford como Jonas
- Bernice Stegers como Betty
- Henri Virlojeux como el abogado
- Gerard Mannix Flynn como Drunken Boy (como Mannix Flynn)
- Don Foley como el propietario de un café
- Gabrielle Keenan como la chica en el baile del pueblo
- John Murphy como el hombre en el bar
- Jerry O'Brien como el propietario del bar
- Joe Pilkington como Thomas
- Louis Samier como el camionero
- Odile Schmitt como la bailarina
- Vincent Smith como el policía